# Landschaftsschutzgebiet Feuchtgrünland Brüche und Waldbruch
Das Landschaftsschutzgebiet Feuchtgrünland Waldbruch mit 31,05 ha Größe liegt nordwestlich von Scharfenberg im Stadtgebiet von Brilon. Das Gebiet wurde 2008 mit dem Landschaftsplan Briloner Hochfläche durch den Hochsauerlandkreis als Landschaftsschutzgebiet (LSG) ausgewiesen. Das NSG besteht aus drei Teilflächen. Östlich der Nordfläche des LSG grenzt in einem Bereich eine Siedlung an der Straße Waldbruch an. Das Naturschutzgebiet Waldbruch grenzt an die Nordfläche und die Mittelfläche des LSG an, während die Südfläche östlich an das Naturschutzgebiet Brüche angrenzt.

## Beschreibung

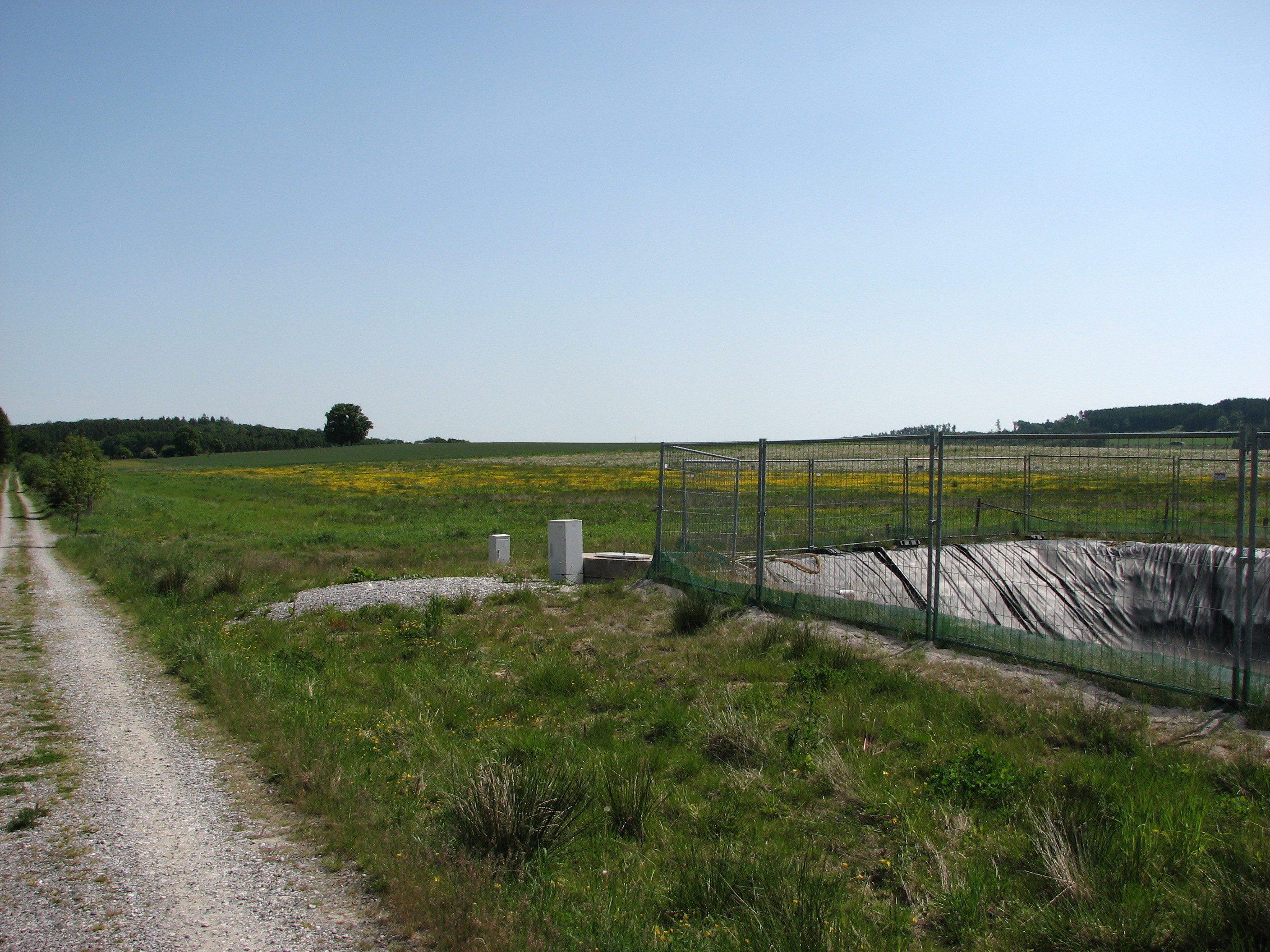
Teil der mit perfluorierten Tensiden belasteten Fläche im Landschaftsschutzgebiet Feuchtgrünland Brüche und Waldbruch

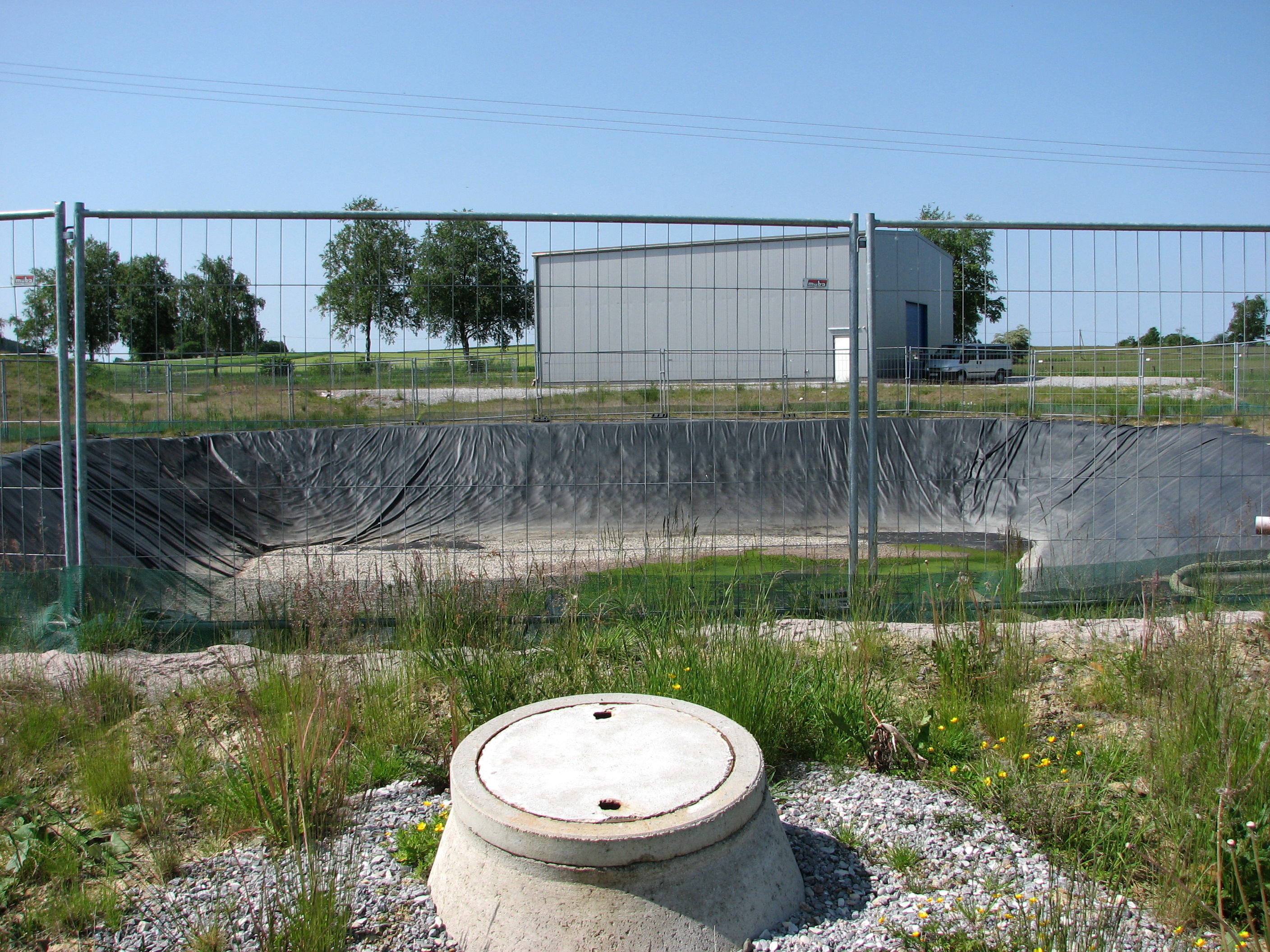
Speicherbecken und eingehauste Reinigungsanlage

Bei LSG handelt es sich um Grünland. Der Landschaftsplan führt zum LSG aus: „Aufgrund ihrer Wasserhaltigkeit sind sie für die Grünlandnutzung prädestiniert; gleichzeitig ergänzen sie die NSG um Freiflächen, die für die ornithologische Bedeutung dieser Wiesenvogelhabitate wichtig sind. Die beiden nördlichen Teilflächen sind durch einen über 2 ha großen, älteren Erstaufforstungskomplex getrennt, zudem wird hier eine Teilfläche beackert. Drainagen und tiefe Wegeseitengräben tragen zur Entwässerung bei, dennoch weisen etliche Feuchtigkeitszeiger auf das besondere Standortpotenzial des Waldbruchs hin. Dieses Potenzial sollte durch eine möglichst extensive Flächennutzung (Einbeziehung des LSG in das Kulturlandschaftspflegeprogramm des HSK) zur vollen Entfaltung gebracht werden. Die südliche Teilfläche hat eine ähnliche Bedeutung für das NSG ‚Brüche‘ – auch hier handelt es sich um einen großen Grünlandkomplex mit erheblicher Bedeutung für den Arten- und Biotopschutz (insbes. den Schutz gefährdeter Vogelarten). Gleichzeitig stellt diese auf einer Talwasserscheide gelegene, schwach geneigte Grünlandfläche eine Pufferzone zu den östlich angrenzenden Siedlungsrandnutzungen dar. Insgesamt bildet das LSG damit eine vor allem ornithologisch wichtige Ergänzung zu den genannten NSG, deren wertbestimmenden Merkmale ohne diesen Umgebungsschutz beeinträchtigt würden.“
In der Mittelfläche des LSG wurde Grünland umgebrochen und anschließend als Acker genutzt. Auf diese Ackerfläche wurde 2007 ein PFT-haltiges Abfallgemisch mit Handelsnamen Terrafarm als Dünger aufgebracht. Perfluorierte Tenside (PFT) reichern sich in der Umwelt sowie im menschlichen und tierischen Gewebe an und stehen im Verdacht, krebserregend zu sein. Mittels Dränage bzw. eines vertieften Grabens und Brunnens wird das Wasser der belasteten Fläche in einem Speicherbecken gesammelt und anschließend erfolgt eine Behandlung in einer eingehausten Reinigungsanlage mit Aktivkohlefiltern und chemisch-physikalischer Vorbehandlung.

## Schutzzweck
Die Ausweisung erfolgte zur Erhaltung, Ergänzung und Optimierung eines Grünlandbiotop-Verbundsystems, insbesondere mit den Naturschutzgebiets-Ausweisungen im Grünland. Dadurch sollen Tiere und Pflanzen Wanderungs- und Ausbreitungsmöglichkeiten behalten. Wie die anderen Landschaftsschutzgebiete vom Typ C dient auch diese Ausweisung als Pufferzone für angrenzende Naturschutzgebiete.
Das Landschaftsschutzgebiet Feuchtgrünland Waldbruch wurde als Landschaftsschutzgebiet vom Typ C, Wiesentäler und bedeutsames Extensivgrünland, ausgewiesen. In den Landschaftsschutzgebieten vom Typ C des Landschaftsplangebietes sind Erstaufforstungen und auch die Neuanlage von Weihnachtsbaumkulturen, Schmuckreisig- und Baumschulkulturen verboten. Ferner besteht ein Umwandlungsverbot von Grünland und Grünlandbrachen in Acker oder andere Nutzungsformen. Eine maximal zweijährige Ackernutzung innerhalb von zwölf Jahren ist erlaubt, falls damit die Erneuerung der Grasnarbe vorbereitet wird. Dies gilt als erweiterter Pflegeumbruch. Dabei muss ein Mindestabstand von 5 m vom Mittelwasserbett eingehalten werden. Für den Anbau von nachwachsenden Rohstoffen ist eine Befreiung vom Verbot des Grünlandumbruchs im Rahmen einer Einzelfallprüfung möglich.